# Muma Gee
Gift Iyumame Eke (de soltera Uwame; 18 de noviembre de 1978), conocida profesionalmente como Muma Gee, que significa "hacer un buen regalo", es una cantautora, actriz, empresaria, diseñadora de moda, personalidad de televisión y política nigeriana. Alcanzó notoriedad a través de su canción "Kade", de su primer álbum oficial, lanzado en 2006. El video musical que acompaña al sencillo, recibió cinco nominaciones, incluidas dos de los Premios AMEN (Mejor Película y Mejor Vestuario) y una de los Premios Nigerianos de Video Musical, los Premios Headies y los Premios Sound City Music Video.
Saltó a la fama en 2010 como concursante de la serie de telerrealidad nigeriana Gulder Ultimate Search. Antes de ingresar al programa, había trabajado en su segundo álbum de estudio, The Woman in Question. "Amebo" y "African Juice" fueron los dos sencillos promocionales del álbum. En 2009, fue nominada a cuatro premios en la 3ª edición de los premios Nigerian Music Video Awards. A principios de 2012, comenzó a trabajar en un nuevo álbum llamado Motherland y desde entonces ha lanzado los sencillos "Port Harcourt Is Back", "African Woman Skilashy" y "Jikele". Como actriz, protagonizó las películas de Nollywood Last Dance (2006), Solid Affection (2008), Secret Code (2011), y The Code (2011). Entre sus logros se encuentran numerosos títulos y honores como, Oonyon 1 de Upata Kingdom, Reina de la música africana, Pop Queen y Mrs. Ngor-Okpala.
Su vida social y supuestas relaciones han ganado una amplia cobertura en los medios, siendo la más destacada su relación emocional con su excompañero en GUS, Emeka Ike. En 2011, se casó con el actor Prince Eke y dio a luz gemelos el 18 de abril de 2014.

## Biografía
Nacida en Port Harcourt, estado de Rivers, de padres Ekpeye, creció en un hogar estrictamente cristiano. Su madre se encargó de la crianza de sus hijo sola pues su padre, que estaba involucrado en Medicina Militar, murió cuando ella era una niña. A los cuatro años, se unió al coro local de su iglesia,  Adventista del Séptimo Día, donde descubrió su talento musical.  Al terminar su educación primaria y secundaria en Abuya, se inscribió en la Universidad de Port Harcourt y obtuvo un título en Artes Teatrales. También se convirtió en parte de la floreciente escena musical de Port Harcourt, actuando en clubes nocturnos y bares del centro de la ciudad.

## Carrera
Tras mudarse a Lagos, se instaló en Surulere. Poco después, conoció al productor discográfico Nelson Brown, quien participó en la elaboración de la mayoría de las canciones de su álbum debut. En 2006, el álbum, titulado Kade, se lanzó a la venta. Muma explicó el significado del título en una entrevista, "es una palabra valiente que da esperanza. Creo mucho en el empoderamiento. Entonces Kade representa la defensa y el empoderamiento hacia la construcción de la nación [... ] Por ejemplo, en mi idioma, decimos Kade, que significa ir, pero su significado típico es sigue adelante y llegarás allí algún día ". Tras el lanzamiento se puso en contacto con Wudi Awa para producir el video del sencillo principal. El mismo ganó popularidad, captando la atención de los amantes de la música en Nigeria. Más tarde, sería nominado en los AMEN, los premios nigerianos de vídeos musicales, Headies y Sound City Music Video.

### 2007–2010: Star Trek y Gulder Ultimate Search
En junio de 2007, actuó en la gira musical anual Star Trek patrocinada por las cervecerías nigerianas. Fue la única solista convocada para cantar en la última etapa de la gira nacional. El concierto se llevó a cabo en la sede del Hotel Presidential en Enugu y contó con una formación repleta de estrellas de músicos nigerianos, incluidos P-Square, Daddy Showkey, Davina y Shine Band, entre otros.

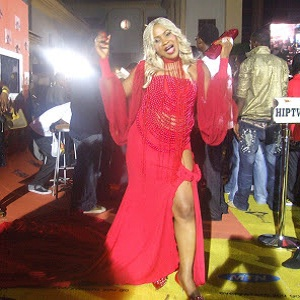
Muma Gee en los premios Headies, marzo de 2008

A fines de 2007, anunció que estaba trabajando en su próximo álbum. Al año siguiente, el 18 de mayo de 2008, se anunció que "Amebo" sería el primer sencillo del álbum. El 25 de mayo, estrenó la canción en una exclusiva fiesta nocturna en Ikoyi. En el evento se reunió con los fanáticos y firmó autógrafos. Posteriormente, "Amebo" fue estrenada en la radio;  Muma Gee también habló brevemente sobre el contenido y la dirección del nuevo álbum, diciendo: "Me di cuenta de que hay muchas canciones de amor en el álbum. Quizás estoy aprendiendo las reglas para enamorarme". En 2009, lanzó el segundo sencillo y video musical "African Juice",  último de los cuales le valió varias nominaciones en los premios Nigerian Music Video Awards de ese año. El 26 de febrero de 2010, Vanguard anunció que el segundo álbum de estudio se tituló The Woman in Question, que sería lanzado en marzo y que contaría con colaboraciones con Samini, VIP y Terry G en el álbum y que los productores del álbum incluirían a Cobhams Asuquo, Puffy T, Terry G y OJB.
A partir de marzo de 2010, apareció en el programa de telerrealidad Gulder Ultimate Search (GUS) junto con otras nueve celebridades participantes. Durante el programa conectó con su compañero de campamento Emeka Ike. Sin embargo, su cercanía llevó a los espectadores a creer que su amistad iba más allá de lo platónico. Varios medios de comunicación y sitios de chismes mostraban a Ike como un guapo actor casado, con quien Muma Gee estaba involucrada románticamente.  Además, se alegó que tuvieron una conducta lasciva durante una escena en el baño. Muma Gee admitió tener una relación emocional con su compañero de campamento, pero negó las acusaciones sexuales. En otro incidente, la concursante Chioma Chukwuka desafió a Muma Gee y arrojó sus pertencias fuera de su tienda. Previamemte la había atacado verbalmente en varias ocasiones en el campamento y había hecho comentarios despectivos sobre su estado civil. A lo largo de su tiempo en el programa, ambas rivalizaron entre sí. Fueron desalojadas el mismo día por no poder realizar sus respectivas labores. Su álbum The Woman in Question se lanzó al día siguiente. El 8 de mayo de 2010, en una entrevista con Nigeriafilms.com, Chukwuka afirmó que sus acciones contra Muma Gee fueron deliberadas. Durante junio de 2010, Muma Gee fue invitada para el Día de Acción de Gracias en la Iglesia Cristiana Redimida, por el ganador de Gus Emeka Ike y su esposa Emma. Allí, conoció y se hizo amiga del prometedor actor de Nollywood Prince Eke. El 23 de junio recibió un anillo de compromiso de Eke y se casaron el siguiente año.

### 2011-presente: matrimonio yMotherland

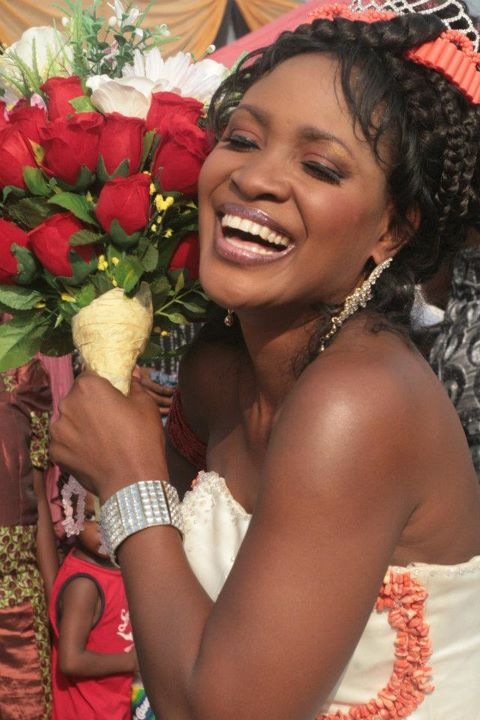
Muma Gee, diciembre de 2011

El 23 de julio de 2011, surgieron informes que anunciaban la fecha de su boda para el 18 de noviembre, y el lugar en Recovery House, Port Harcourt International Church. En agosto de 2011, se informó que Muma Gee se había mudado temporalmente de Lagos a Port Harcourt para participar en política. Más tarde revelaría en entrevistas que no había intenciones políticas detrás de su traslado a la ciudad.  El 6 de septiembre de 2011, reveló que la boda estaba pasando por sus ajustes finales. Sin embargo, el 4 de noviembre de 2011, la pareja decidió retrasar la fecha de la boda para trabajar en el video musical de Muma Gee, "Port Harcourt Is Back". El 20 de diciembre de 2011, se casaron en una ceremonia de boda tradicional doble en Ahoada East y Ngor Okpala, respectivamente. Realizaron una boda formal el 23 de diciembre de 2011 en Port Harcourt. Después de su matrimonio continuó trabajando en su carrera musical. En febrero de 2012, lanzó "Port Harcourt Is Back" y su video musical, que fue dirigido por su esposo. Hablando sobre el concepto de la canción, explicó: "Es un sencillo y más de agradecimiento por la transformación en mi lugar de nacimiento". Además, declaró que su álbum Motherland estaba en proceso, inspirado por lo que experimentó cuando fue a Port Harcourt después de muchos años en Lagos. '"Es cálido y acogedor", dijo. El 8 de abril de ese mismo año, lanzó el segundo sencillo del álbum "African Woman Skillashy". El video musical, dirigido por Bobby Hai Ndackson, fue lanzado poco después. En entrevista con Vanguard dijo que "[la canción] trata sobre la mujer africana, su belleza y cómo se hace hermosa. Por lo tanto, una mujer africana no debe ser maltratada ni despreciada por ser femenina. Aunque es hermosa, es fuerte y tiene un sentido de orgullo ".
En marzo de 2013, lanzó "Jikele" como el tercer sencillo del álbum. Reveló que Motherland es un álbum de 12 pistas y comentó: "Uno necesita tomarse su tiempo porque el buen trabajo requiere tiempo. Pero al final debe valer la pena la espera ". Fue nominada en la cuarta edición de los City People Awards, el 14 de julio de 2013, perdiendo en la categoría Músico del Año de South South contra su colega de Rivers State, Oba Omega; En la ocasión estuvieron presentes las celebridades Rita Dominic e Yvonne Nelson de Ghana.
Compitió en el primer concurso de belleza intercomunitario del estado de Imo, en representación de la comunidad de Umuhu en Ngor Okpala. Entró en la competencia a través de su unión matrimonial con Eke, cuya herencia proviene del pueblo Umuhu. El 1 de agosto de 2013, fue nombrada Sra. Ngor Okpala por la primera dama del estado de Imo, Nneoma Nkechi Okorocha, después de superar los desafíos de entre 28 participantes. También se dio a conocer el 23 de septiembre de 2013, que había comenzado una nueva sesión de grabación, posiblemente para Motherland, con Slim Burna y P Jaydino en el estudio. El 15 de febrero de 2014, mientras estaba embarazada de su primer hijo, confirmó en una entrevista telefónica con Saturday Beats of The Punch que actuaría en la fiesta de lanzamiento del álbum Motherland independientemente de su condición física. El 18 de abril, pocas semanas antes del concierto anticipado, dio a luz gemelos, un niño y una niña, dijo: "Inicialmente no esperaba gemelos. Todo lo que sabía era que empecé a crecer cada vez más. Y la gente me veía y decía, oh, te ves tan hermosa. No creí que iba a tener gemelos".

## Discografía

### Álbumes de estudio
| Título               | Detalles del álbum                                                                |
| -------------------- | --------------------------------------------------------------------------------- |
| Kade                 | - Lanzamiento: 2006 - Sello: Black Attraction Productions - Formatos: CD          |
| La mujer en cuestión | - Lanzamiento: 3 de mayo de 2010 - Discográfica: Mgee Records - Formatos: CD, VCD |

## Filmografía
| Año  | Película          | Personaje | Notas                                    |
| ---- | ----------------- | --------- | ---------------------------------------- |
| 2006 | Last Dance 1      |           | con Chioma Chukwuka                      |
| 2006 | Last Dance 2      |           |                                          |
| 2006 | Last Dance 3      |           |                                          |
| 2008 | Solid Affection 1 |           | con Oge Okoye, Uche Jombo & Ramsey Nouah |
| 2008 | Solid Affection 2 |           |                                          |
| 2011 | Secret Code       | Jean      | con Prince Eke & Mercy Johnson           |
| 2011 | The Code 1        | Jean      |                                          |
| 2011 | The Code 2        | Jean      |                                          |